# 圣安妮塔公园
圣安妮塔公园，（英文：Santa Anita Park，又译胜他跑马场）是位于美国加利福尼亚州阿卡迪亚的纯种马賽馬場，会在初秋、冬季和春季举办賽馬活动。这条赛道是众多著名赛事的举办地，包括圣安妮塔障碍赛和圣安妮塔德比，以及1986年、1993年、2003年、2008至2009年、2012年至2014年、2016年、2019年和2023年"育马者"杯的举办地。此处还是1984年洛杉矶奥运会马术比赛的举办地。 

## 历史

### 最初的圣安妮塔公园
圣安妮塔公园最初是“圣安妮塔牧场”的一部分，该公园归属前圣加布里埃尔教区市长所有，并以其家庭成员“安妮塔·科塔”的名字命名。该牧场后来被苏格兰人雨果·里德(Hugo Reid)收购。
1909年2月4日，加利福尼亚州立法机构通过了一项反赛马场赌博法案，称为沃克-奥蒂斯法。 该法与纽约州1908 年通过的哈特-阿格纽法类似，导致鲍德温赛道永久关闭。1912年，该赛马场被烧成了废墟。 

### 新圣安妮塔公园
1933年，加利福尼亚州将赛马博彩合法化，一些投资者团体致力于开设赛马场。在旧金山地区，以“查尔斯·H·多克·斯特鲁布”博士为首的一个团体在寻找场地方面遇到了困难。碰巧的是，在洛杉矶地区，以电影制片人“哈尔·洛奇”为首的投资集团需要更多资金。两个集团共同成立了洛杉矶赛马俱乐部。
建筑师戈登·考夫曼在设计时，选用了流线型的装饰，主要采用了圣安妮塔标志性的波斯绿和雪纺黄。

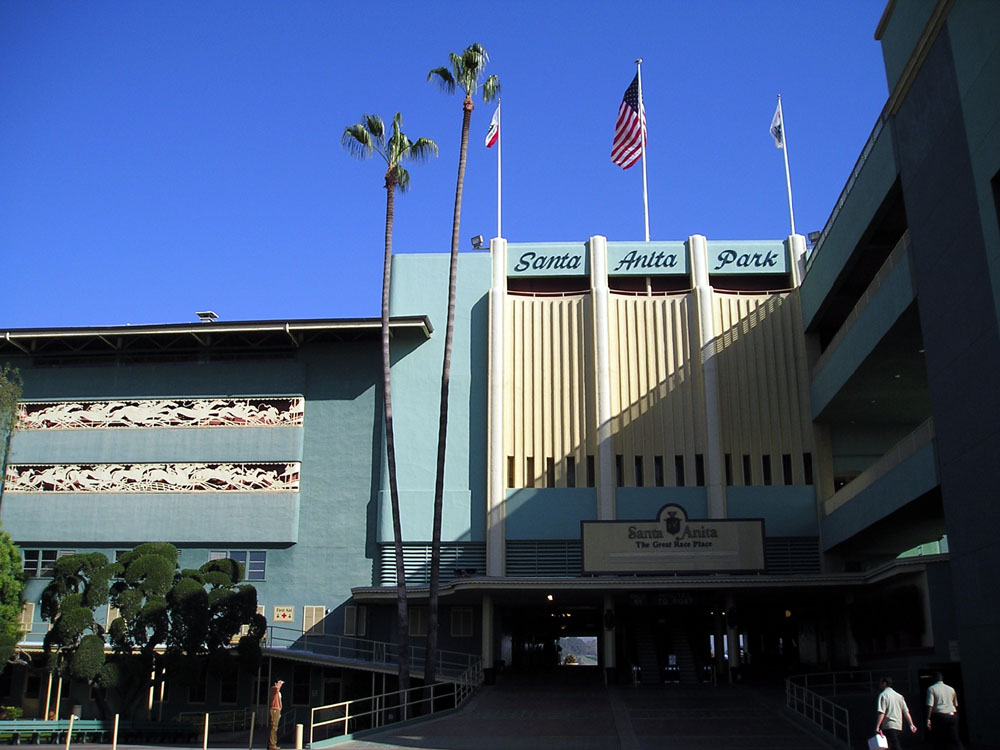
圣安妮塔公园看台的入口